# Svetovno prvenstvo športnih dirkalnikov sezona 1980
Svetovno prvenstvo športnih dirkalnikov sezona 1980 je bila osemindvajseta sezona Svetovnega prvenstva športnih dirkalnikov, ki je potekalo med 2. februarjem in 28. septembrom 1980. Naslov konstruktorskega prvaka sta osvojila Porsche (+2.0) in Lancia (2.0).

## Spored dirk
| Št | Ime                  | Dirkališče                     | Datum                 |
| -- | -------------------- | ------------------------------ | --------------------- |
| 1  | 24 ur Daytone        | Daytona International Speedway | 2. februar 3. februar |
| 2  | 6 ur Brands Hatcha   | Brands Hatch                   | 16. marec             |
| 3  | 6 ur Mugella         | Mugello Circuit                | 13. april             |
| 4  | 1000 km Monze        | Autodromo Nazionale Monza      | 27. april             |
| 5  | Silverstone 1000     | Silverstone Circuit            | 11. maj               |
| 6  | 1000 km Nürburgringa | Nürburgring                    | 25. maj               |
| 7  | 24 ur Le Mansa       | Circuit de la Sarthe           | 14. junij 15. junij   |
| 8  | 6 ur Watkins Glena   | Watkins Glen International     | 6. julij              |
| 9  | Molson Canadian 1000 | Mosport                        | 17. avgust            |
| 10 | 6 ur Vallelunge      | Vallelunga                     | 7. september          |
| 11 | 1000 km Dijona       | Dijon-Prenois                  | 28. september         |

## Rezultati

### Po dirkah
| Št | Dirkališče    | Zmag. moštvo                               | Poročilo |
| Št | Dirkališče    | Zmag. dirkača (-i)                         | Poročilo |
| -- | ------------- | ------------------------------------------ | -------- |
| 1  | Daytona       | #2 Jöest Racing                            | Poročilo |
| 1  | Daytona       | Reinhold Jöest Rolf Stommelen Volkert Merl | Poročilo |
| 2  | Brands Hatch  | #19 Lancia Corse                           | Poročilo |
| 2  | Brands Hatch  | Riccardo Patrese Walter Röhrl              | Poročilo |
| 3  | Mugello       | #33 Lancia Corse                           | Poročilo |
| 3  | Mugello       | Riccardo Patrese Eddie Cheever             | Poročilo |
| 4  | Monza         | #34 Alain de Cadenet                       | Poročilo |
| 4  | Monza         | Alain de Cadenet Desiré Wilson             | Poročilo |
| 5  | Silverstone   | #8 Alain de Cadenet                        | Poročilo |
| 5  | Silverstone   | Alain de Cadenet Desiré Wilson             | Poročilo |
| 6  | Nürburgring   | #31 Liqui Moly Joest Racing                | Poročilo |
| 6  | Nürburgring   | Rolf Stommelen Jürgen Barth                | Poročilo |
| 7  | La Sarthe     | #16 Jean Rondeau                           | Poročilo |
| 7  | La Sarthe     | Jean Rondeau Jean-Pierre Jaussaud          | Poročilo |
| 8  | Watkins Glen  | #31 Lancia Corse                           | Poročilo |
| 8  | Watkins Glen  | Hans Heyer Riccardo Patrese                | Poročilo |
| 9  | Mosport       | #6 Dick Barbour Racing                     | Poročilo |
| 9  | Mosport       | John Fitzpatrick Brian Redman              | Poročilo |
| 10 | Vallelunga    | #42 Giorgio Francia                        | Poročilo |
| 10 | Vallelunga    | Giorgio Francia Roberto Marazzi            | Poročilo |
| 11 | Dijon-Prenois | #1 Sportwagen Team                         | Poročilo |
| 11 | Dijon-Prenois | Henri Pescarolo Jürgen Barth               | Poročilo |

### Konstruktorsko prvenstvo
Točkovanje po sistemu 20-15-12-10-8-6-4-3-2-1, točke dobi le najbolje uvrščeni dirkalnik posameznega konstruktorja.
| Poz | Šasija       | 1. | 2. | 3. | 4. | 5. | 6. | 7. | 8. | 9. | 10. | 11. | Skupaj |
| --- | ------------ | -- | -- | -- | -- | -- | -- | -- | -- | -- | --- | --- | ------ |
| 1=  | Lancia - II  | 20 | 20 | 20 | 20 | 20 | 20 | 20 | 20 | 20 | 20  |     | 160    |
| 1=  | Lancia - I   |    |    | 20 |    |    |    |    |    |    | 20  |     | 40     |
| 2=  | Porsche - I  |    | 20 | 15 | 20 | 20 | 20 | 20 | 20 | 20 | 15  | 20  | 160    |
| 2=  | Porsche - II |    |    |    |    |    |    |    |    |    | 15  |     | 15     |
| 3   | BMW          |    |    |    |    | 15 | 12 |    |    |    | 12  | 20  | 59     |
| 4   | Mazda        | 4  |    |    |    | 6  | 6  | 4  |    | 3  |     |     | 23     |
| 5   | Ferrari      |    |    |    |    | 10 |    | 10 |    |    |     |     | 20     |
| 6   | Lotus        |    |    |    |    |    |    |    |    |    |     | 15  | 15     |
| 7=  | Chevrolet    | 10 |    |    |    |    |    |    |    |    |     |     | 10     |
| 7=  | Alfa Romeo   |    |    |    |    |    |    |    |    |    | 10  |     | 10     |
| 9   | Triumph      |    |    |    |    |    |    |    |    | 6  |     |     | 6      |
| 10  | Ford         |    |    |    |    |    | 4  |    |    |    |     |     | 4      |
| 11  | Ford         |    |    |    |    |    | 3  |    |    |    |     |     | 3      |